# Gisela (cantora)

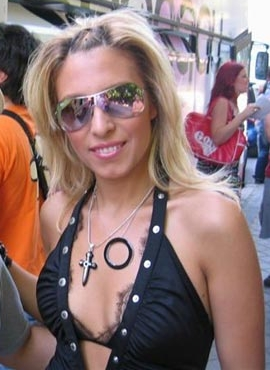

Gisela Lladó Cánovas (Barcelona, 1 de janeiro de 1979), mais conhecida como Gisela, é uma cantora espanhola. Gisela foi a representante de Andorra no Festival Eurovisão da Canção 2008, não tendo conseguido passar à final com um 16º lugar na semi-final.